# Alfonso Ossorio

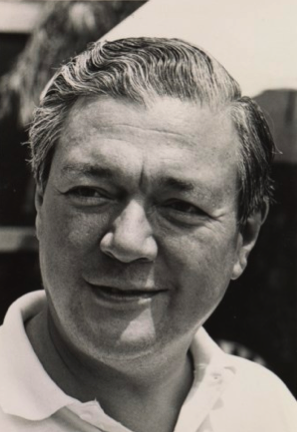
Alfonso Ossorio

 Alfonso Angel Ossorio  (* 2. August 1916 in Manila, Philippinen; † 5. Dezember 1990 in East Hampton, New York, USA) war ein US-amerikanischer Maler philippinischer Abstammung. Er gehörte zu den Vertretern des Abstrakten Expressionismus, bekannt für seine Assemblagen.

## Leben und Werk
Alfonso Ossorio wurde in Manila als Kind von reichen Eltern aus der philippinischen Provinz Negros Occidental geboren. Seine Wurzeln waren spanisch, philippinisch und chinesisch. Im Alter von acht bis dreizehn Jahren besuchte er die Schule in England.
1930 zog er in die Vereinigten Staaten. Von 1934 bis 1938 studierte er Kunst an der Harvard University und setzte dann seine Studien an der Rhode Island School of Design fort. Im Jahr 1933 bekam er die amerikanische Staatsbürgerschaft und diente als medizinischer Illustrator in der United States Army während des Zweiten Weltkriegs.
Ossorios frühe Arbeiten sind dem Surrealismus zuzuordnen. Er war ein Bewunderer und Sammler der frühen Gemälde von Jackson Pollock, war mit ihm und seiner Frau Lee Krasner befreundet und förderte die beiden. In den frühen 1950er Jahren begann Ossorio mit dickem Öl-Aufstrich und Emailfarben auf der Leinwand zu malen.
Im Jahr 1950 reiste Ossorio nach Paris, um Jean Dubuffet zu treffen. Dubuffets Interesse an der Art brut eröffnete neue Perspektiven für Ossorio, sich unbefangen mit dem künstlerischen Potential von Geisteskranken und ungebildeten Kindern zu befassen.
Auf Anraten von Pollock kaufte Ossorio ein großes Anwesen (240.000 m²), „The Creeks“ in East Hampton, im Jahre 1951 und lebte dort mehr als vierzig Jahre. Er zeigte auf dem Gut unter anderem Dubuffets Art-brut-Sammlung.
In den 1950er Jahren begann Ossorio Werke zu schaffen, die an Dubuffets Assemblagen erinnerten. Er verwendete Muscheln, Knochen, Treibholz, Nägel, Puppenaugen, Knöpfe, Würfel, Modeschmuck, Spiegelscherben und Kinderspielzeug, die er auf den Bildern montierte. Ossorio nannte diese Assemblagen Gemeinden, mit einer offensichtlich religiösen Anspielung.
Im Jahr 1961 stellte Ossorio neben Dubuffet und fast 140 anderen Künstlern im Museum of Modern Art in der Ausstellung The Art of Assemblage (Die Kunst der Assemblage) aus. Im Jahr 1964 war er Teilnehmer der documenta III in Kassel in der Abteilung Malerei.
Als Ossorio im Jahr 1990 starb, wurde die Hälfte seiner Asche auf seinem Gut verstreut, die andere Hälfte neun Jahre später auf dem Green River Cemetery beigesetzt, neben vielen anderen berühmten Künstlern, Schriftstellern und Kritikern.
Seine Werke sind in zahlreichen öffentlichen Sammlungen enthalten, dazu gehören das Whitney Museum of American Art, New York, das Harvard Art Museum in Massachusetts, die Honolulu Academy of Arts, das Housatonic Museum of Art in Bridgeport, Connecticut, und das Smithsonian American Art Museum in Washington, D.C.